# Clásico del Desierto de Dubái

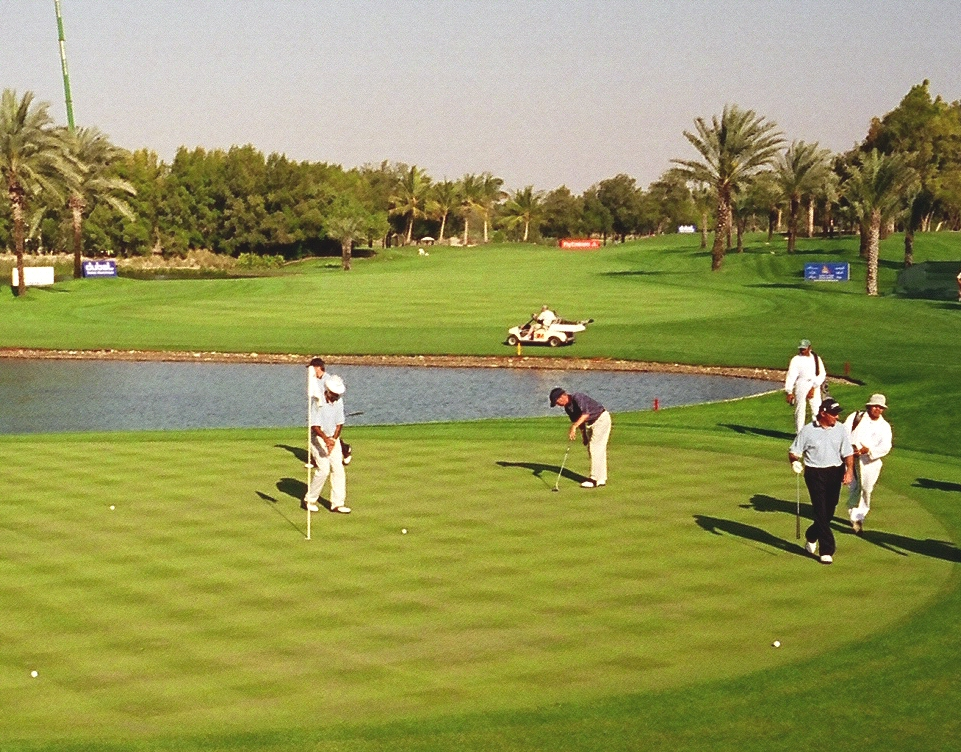
Club de golf Emiratos.

El Dubai Desert Classic, a veces traducido como Clásico del Desierto de Dubái, es un torneo masculino de golf que se celebra en Dubái, Emiratos Árabes Unidos desde el año 1989. Ha formado parte de la European Tour en todas sus ediciones, y fue el primer torneo organizado por la PGA European Tour disputado fuera de Europa. Las ediciones 1999 y 2000 tuvieron lugar en el Dubai Creek Golf & Yacht Club, y las demás en la cancha Majlis del Emirates Golf Club.
El torneo cierra el "Gulf Swing", la etapa de Oriente Medio de la gira que acontece en enero y también conforman el Masters de Catar y el Campeonato de Abu Dabi de Golf. Pese a que Dubái tiene una bolsa de premios igual a la de Catar, US$ 2,5 millones, Dubái es más antiguo y por tanto el más prestigioso de los tres. Rory McIlroy es el máximo ganador del torneo con cuatro conquistas en 2009, 2015, 2023 y 2024.

## Ganadores
| Año  | Golfista             | Golpes      |
| ---- | -------------------- | ----------- |
| 2024 | Rory McIlroy         | 274 (-14)   |
| 2023 | Rory McIlroy         | 269 (-19)   |
| 2022 | Viktor Hovland       | 276 (-12)   |
| 2021 | Paul Casey           | 271 (-17)   |
| 2020 | Lucas Herbert        | 279 (-9)    |
| 2019 | Bryson DeChambeau    | 264 (-24)   |
| 2018 | Li Haotong           | 265 (-23)   |
| 2017 | Sergio García        | 269 (-19)   |
| 2016 | Danny Willett        | 269 (-19)   |
| 2015 | Rory McIlroy         | 266 (-22)   |
| 2014 | Stephen Gallacher    | 272 (-16)   |
| 2013 | Stephen Gallacher    | 266 (-22)   |
| 2012 | Rafael Cabrera       | 270 (-18)   |
| 2011 | Álvaro Quirós        | 277 (-11)   |
| 2010 | Miguel Ángel Jiménez | 277 (-11)PO |
| 2009 | Rory McIlroy         | 269 (-19)   |
| 2008 | Tiger Woods          | 274 (-14)   |
| 2007 | Henrik Stenson       | 269 (-19)   |
| 2006 | Tiger Woods          | 269 (-19)PO |
| 2005 | Ernie Els            | 269 (-19)   |
| 2004 | Mark O'Meara         | 271 (-17)   |
| 2003 | Robert-Jan Derksen   | 271 (-17)   |
| 2002 | Ernie Els            | 272 (-16)   |
| 2001 | Thomas Bjørn         | 266 (-22)   |
| 2000 | José Cóceres         | 274 (-14)   |
| 1999 | David Howell         | 275 (-13)   |
| 1998 | José María Olazábal  | 269 (-19)   |
| 1997 | Richard Green        | 272 (-16)PO |
| 1996 | Colin Montgomerie    | 270 (-18)   |
| 1995 | Fred Couples         | 268 (-20)   |
| 1994 | Ernie Els            | 268 (-20)   |
| 1993 | Wayne Westner        | 274 (-14)   |
| 1992 | Seve Ballesteros     | 272 (-16)PO |
| 1990 | Eamonn Darcy         | 276 (-12)   |
| 1989 | Mark James           | 277 (-11)PO |